# Wilfried Pas

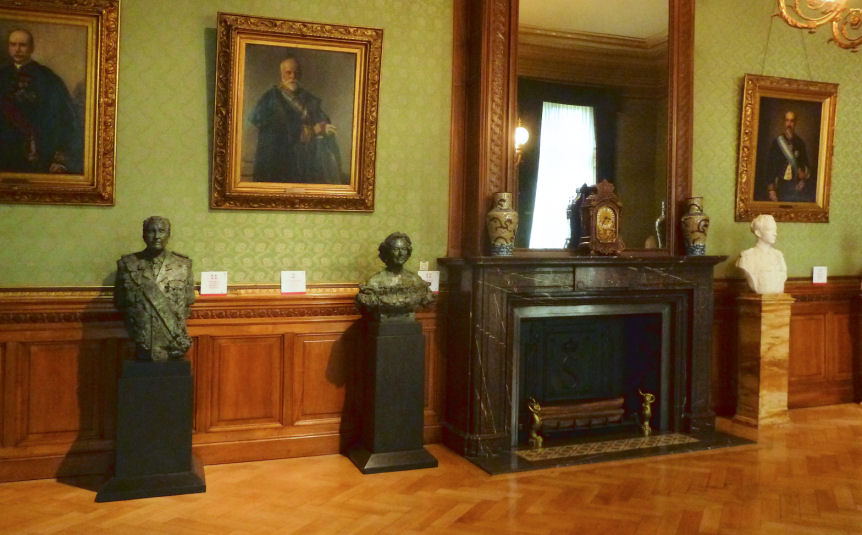
Borstbeelden in brons van Koning Albert II en koningin Paola, door Wilfried Pas, Groene salon van de Senaat, Brussel.

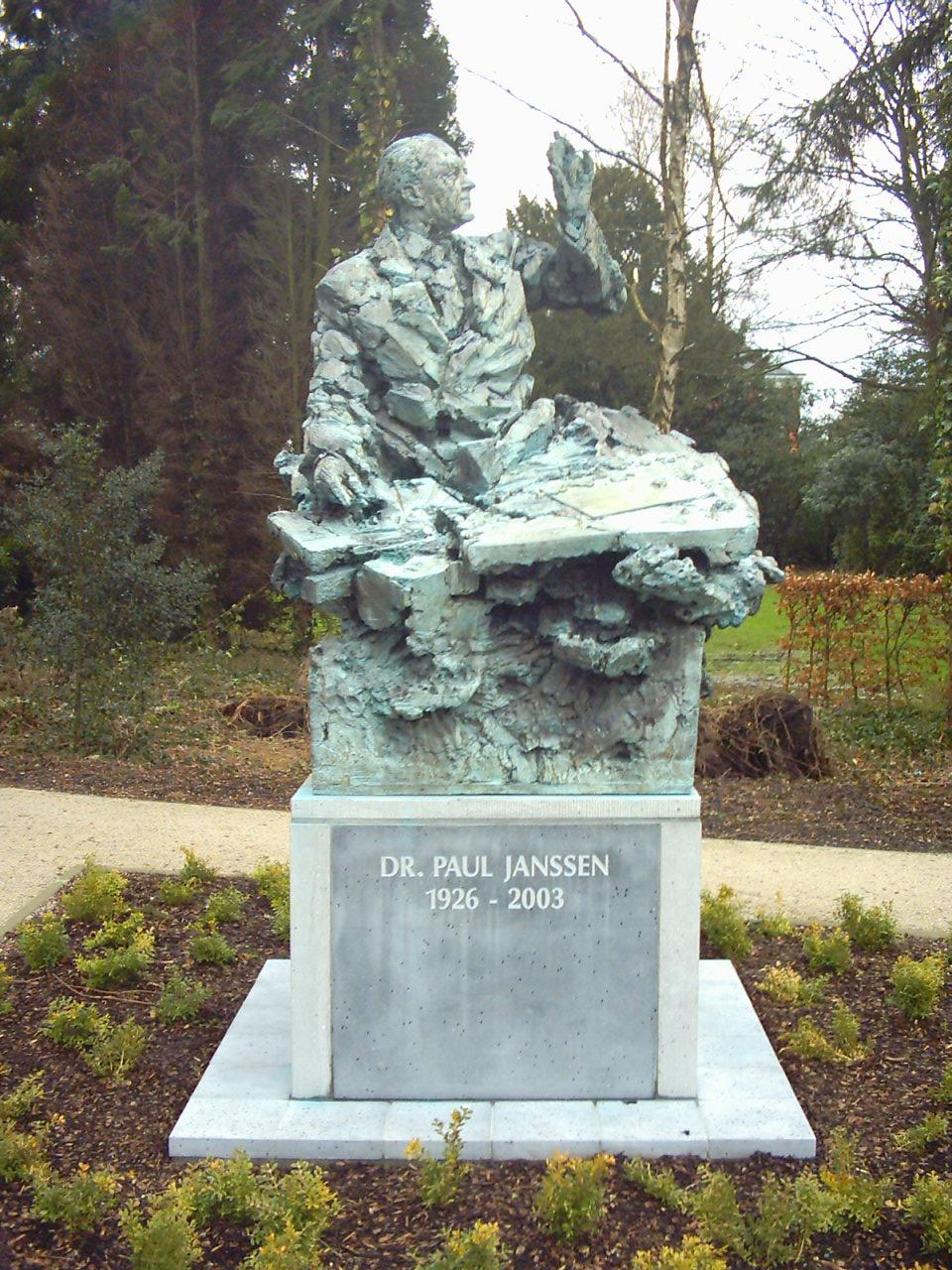
Beeld van farmacoloog Paul Janssen in het Belgische Beerse, gemaakt door Wilfried Pas

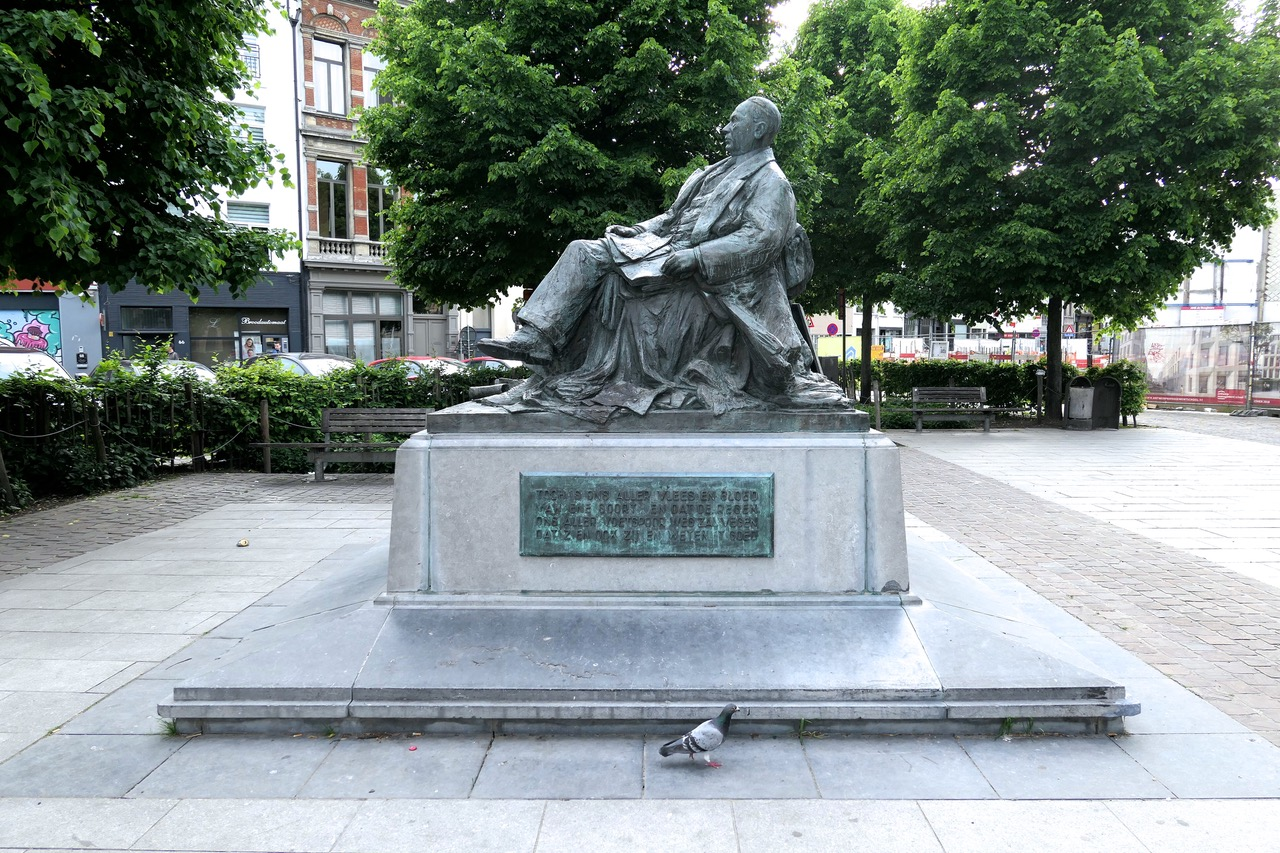
Monument Willem Elsschot (1994) Mechelseplein Antwerpen.

Wilfried Pas (Londerzeel, 29 april 1940 - Antwerpen, 13 mei 2017) was een Belgisch neo-expressionistisch beeldhouwer, tekenaar en graficus.

## Biografie
Pas volgde een opleiding aan Sint-Lucas Brussel, aan de Koninklijke Academie voor Schone Kunsten van Antwerpen en aan het Nationaal Hoger Instituut voor Schone Kunsten, waar hij uiteindelijk professor beeldhouwkunst wordt.
Hij werkt samen met Fred Bervoets en Walter Goossens in het lithografisch atelier Clot, Bram et Georges in Parijs en vormt ook met deze kunstenaars en Jan Cox de kern van de galerij De Zwarte Panter in Antwerpen. Pas laat zich in 1972 voor het eerst opmerken met een tentoonstelling van bronswerken, met een wereld bevolkt met bevreemdende, eenbenige en lunatieke wezens. Nadien creëert hij een stel beangstigende kijkkasten met mummieachtige wezens gevat in spinnenwebben, stof en andere tekenen van een fataal verval. Angst en verval beheersen zijn oeuvre. Met was en afvalmaterialen portretteert hij zijn vrienden-kunstenaars.
In 1975 heeft de tentoonstelling ‘Bervoets, Goossens, Pas en Cox' plaats in het Museum voor Schone Kunsten van Antwerpen, alsook in The School of the Museum of Fine Arts in Boston.
Vanaf 1982 is Pas eveneens verbonden aan de Antwerpse galerij 'Lens Fine Art'. In 1983 neemt hij deel aan de 17de Biënnale Middelheim Antwerpen met onder andere het beeld Engel des doods.
In 1992 begint hij met de creatie van een reeks monumenten voor Vlaamse schrijvers: Karel van de Woestijne (1992, Meise-Grimbergen), Willem Elsschot (Antwerpen, 1994), Paul van Ostaijen (Antwerpen, 1998), Herman Teirlinck (Antwerpen, Studio Herman Teirlinck) en Gerard Walschap (Antwerpen, 2006) en Anton van Wilderode (Sint-Niklaas), die in de openbare ruimte worden opgesteld. Hij maakt in 1999 met de architect Jo Crepain het monument voor koning Boudewijn op de Antwerpse Linkeroever. In 2004 wordt hij door de provincie Antwerpen geëerd met de vijfjaarlijkse prijs voor een artistieke carrière. Een overzichtstentoonstelling en de uitgave van een monografie materialiseren deze hulde. Wilfried Pas maakte in 2008 een beeld van Vlaamse acteur Julien Schoenaerts op het plein voor de Sint-Willibrorduskerk (Antwerpen). In 2013 maakte hij de borstbeelden van koning Albert II en koningin Paola die sindsdien in het Senaatsgebouw in Brussel staan.
In 2015, ter gelegenheid van zijn 75ste verjaardag, werd Wilfried Pas gehuldigd op het stadhuis in Antwerpen.
Sculpturen van Wilfried Pas bevinden zich in het Museum voor Schone Kunsten Antwerpen (KMSKA), het Openluchtmuseum voor beeldhouwkunst Middelheim en het Provinciaal Museum voor Moderne Kunst (PMMK), thans Het Kunstmuseum aan Zee (Mu.ZEE) in Oostende. Grafisch werk bevindt zich onder meer in het Antwerpse Prentenkabinet.

## Prijzen
- 1966 Prijs Berthe Art.
- 1984 Eugène Baie-prijs.
- 2004 Vijfjaarlijkse prijs voor een artistieke carrière Provincie Antwerpen.